# Sale temps à l'hôtel El Royale
Pour plus de détails, voir Fiche technique et Distribution.
Sale temps à l'hôtel El Royale (Bad Times at the El Royale) est un film américain écrit et réalisé par Drew Goddard, sorti en 2018.

## Synopsis
En 1959, un homme cache son butin sous le plancher de la chambre de son hôtel avant d'être abattu. Dix ans plus tard, en 1969, plusieurs voyageurs se retrouvent au El Royale, un hôtel isolé sur les rives du lac Tahoe, situé au milieu de la frontière entre la Californie et le Nevada. Il y a le lunatique père Daniel Flynn, la très tendue chanteuse afro-américaine Darlene Sweet, le vendeur et père de famille Laramie Seymour Sullivan, ainsi que la mystérieuse Emily Summerspring, au tempérament agressif malgré son allure de hippie. Ils sont tous accueillis par le seul employé restant dans cet immense établissement, Miles Miller, un jeune homme manquant d'assurance. Tous les clients intègrent alors leurs chambres respectives. Mais, au coucher du soleil, les masques tombent : ainsi, se retrouvent réunis au même endroit un vétéran du Viêt Nam toxicomane travaillant pour des trafiquants d'influence, l'une des petites mains de J. Edgar Hoover, un ancien braqueur de fourgon blindé tout juste libéré de prison et une fugitive, ainsi que sa jeune sœur au passé violent, toutes deux évadées d'une secte à la « Famille Manson ». Et, quand la tempête se déchaîne, rien ne va plus…

## Fiche technique
- Titre original : Bad Times at the El Royale
- Titre français et québécois : Sale temps à l'hôtel El Royale
- Réalisation et scénario : Drew Goddard
- Direction artistique : Michael Diner
- Montage : Lisa Lassek
- Musique : Michael Giacchino
- Photographie : Seamus McGarvey
- Production : Drew Goddard et Jeremy Latcham
- Producteur délégué : Mary McLaglen
- Société de production : 20th Century Fox et TSG Entertainment
- Société de distribution : 20th Century Fox (États-Unis et France)
- Budget : 32 millions de dollars
- Pays d'origine :  États-Unis
- Langue originale : anglais
- Format : couleur
- Genre : thriller, drame
- Durée : 141 minutes
- Dates de sortie[1] : 
  -  États-Unis : 27 septembre 2018 (Austin Fantastic Fest), 12 octobre 2018
  -  France : 7 novembre 2018
- Interdit aux moins de 12 ans lors de sa sortie en France

## Distribution

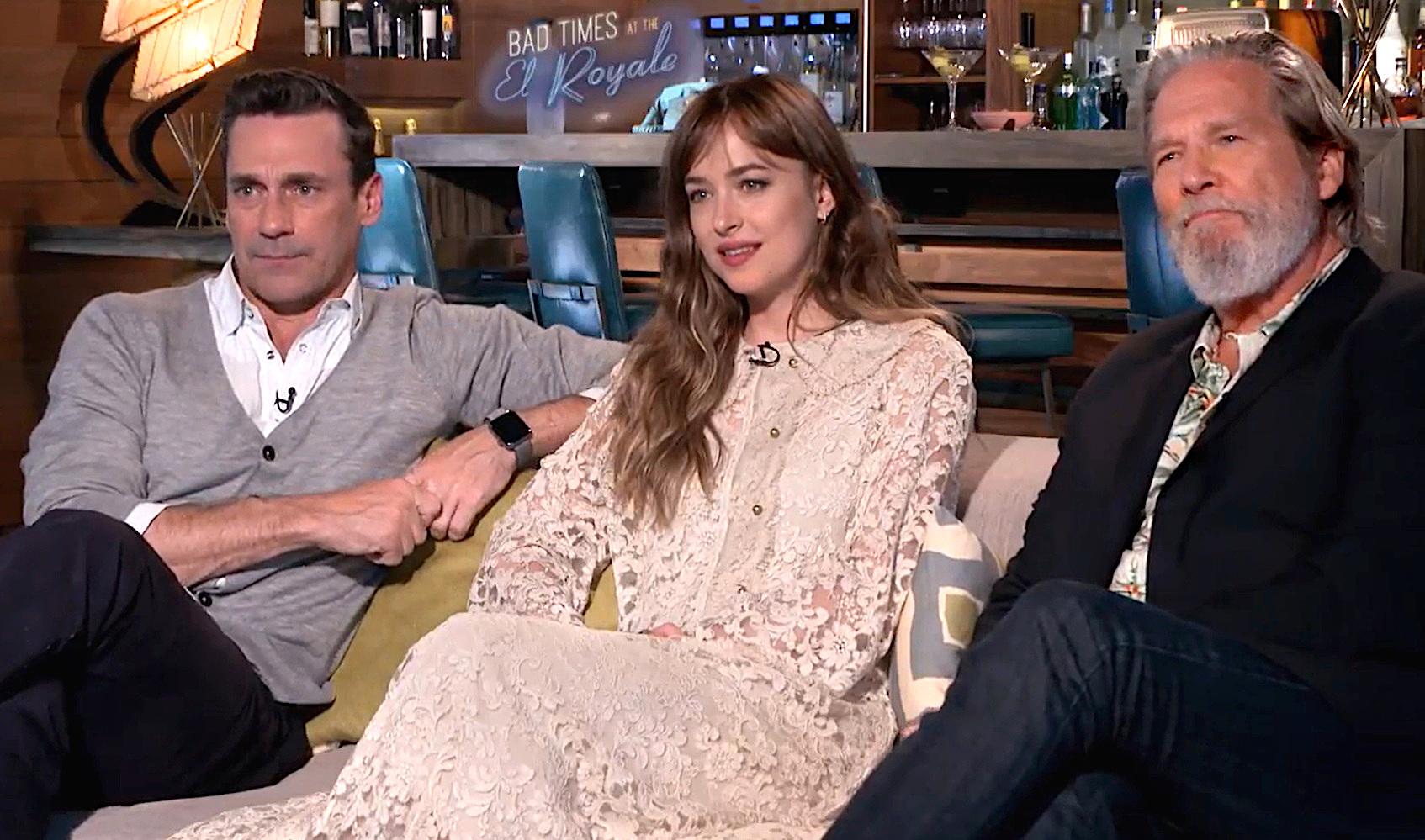
Casting (de gauche à droite – Jon Hamm, Dakota Johnson, Jeff Bridges)

- Jeff Bridges (VF : Jacques Frantz ; VQ : Guy Nadon) : Dock O'Kelly / le Père Daniel Flynn
- Cynthia Erivo (VF : Virginie Emane ; VQ : Alice Pascual) : Darlene Sweet
- Dakota Johnson (VF : Marie Tirmont ; VQ : Rachel Graton) : Emily Summerspring
- Jon Hamm (VF : Constantin Pappas ; VQ : Patrick Chouinard) : Laramie Seymour Sullivan
- Cailee Spaeny (VF : Maryne Bertieaux ; VQ : Célia Gouin-Arsenault) : Rose Summerspring, la sœur d'Emily
- Lewis Pullman (VF : Hugo Brunswick ; VQ : Gabriel Lessard) : Miles Miller, le concierge
- Chris Hemsworth (VF : Adrien Antoine ; VQ : Martin Desgagné) : Billy Lee
- Nick Offerman (VF : Pierre Margot) : Felix O'Kelly
- Xavier Dolan (VF et VQ : lui-même) : Buddy Sunday
- Shea Whigham (VF : Sylvain Agaësse) : Dr Woodbury Laurence
- Mark O'Brien : Larsen Rogers
- Charles Halford : Sammy Wilds
- Jim O'Heir : Milton Wyrick
- Gerry Nairn : Paul Kraemer
- Alvina August : Vesta Shears
- Manny Jacinto : Waring « Wade » Espiritu

 Source et légende : version québécoise (VQ) sur Doublage.qc.ca version française sur AlloDoublage

## Production

### Genèse, développement et distribution des rôles
En mars 2017, il est annoncé que la 20th Century Fox a acquis le script Bad Times at the El Royale, écrit par Drew Goddard, qui en sera également le producteur et le réalisateur. En août 2017, Chris Hemsworth et Jeff Bridges sont annoncés à la distribution. Tom Holland refuse un rôle alors que Beyoncé est sollicitée pour incarner une chanteuse afro-américaine, rôle qui revient finalement à Cynthia Erivo. La jeune Cailee Spaeny obtient ensuite le rôle d'une jeune fille du Sud.
En janvier 2018, Dakota Johnson et Russell Crowe rejoignent également la distribution. Jon Hamm remplace finalement Russell Crowe un mois plus tard. Nick Offerman obtient ensuite un rôle en mars 2018.

### Tournage
Le tournage débute le 29 janvier 2018 à Vancouver. Il a également lieu à Burnaby,,.

### Musique
La musique du film est composée par Michael Giacchino. Elle éditée en CD par Milan Records. Un autre album est commercialisé en digital par Republic Records. Cette bande originale contient des chansons des années 1950 et 1960, d'artistes comme The Four Preps, Edwin Starr, Frankie Valli, The Crystals, The Mamas and the Papas, The Four Tops ou The American Breed. L'album digital est ensuite réédité avec deux chansons interprétées par Cynthia Erivo dans le film : This Old Heart of Mine (Is Weak for You) et Hold On, I'm Comin'. Cynthia Erivo chante par ailleurs d'autres chansons dans le film, non incluses sur la bande originale, Try A Little Tenderness, What Becomes of the Brokenhearted et Unchained Melody. Drew Goddard a par ailleurs écrit une chanson pour Cynthia Erivo, Hold Me In Your Arms, Lift Me On High. On peut également entendre dans le film la reprise de Hush par Deep Purple.
| Liste des titres | Liste des titres                                     | Liste des titres        | Liste des titres | Liste des titres | Liste des titres | Liste des titres | Liste des titres | Liste des titres | Liste des titres |
| No               | Titre                                                | Interprètes             | Durée            |                  |                  |                  |                  |                  |                  |
| ---------------- | ---------------------------------------------------- | ----------------------- | ---------------- | ---------------- | ---------------- | ---------------- | ---------------- | ---------------- | ---------------- |
| 1.               | 26 Miles (Santa Catalina)                            | The Four Preps          | 2:28             |                  |                  |                  |                  |                  |                  |
| 2.               | Twenty Five Miles                                    | Edwin Starr             | 3:21             |                  |                  |                  |                  |                  |                  |
| 3.               | Bend Me, Shape Me                                    | The American Breed      | 2:13             |                  |                  |                  |                  |                  |                  |
| 4.               | He's a Rebel                                         | Alana Da Fonseca        | 2:53             |                  |                  |                  |                  |                  |                  |
| 5.               | I Got A Feeling                                      | The Four Tops           | 3:04             |                  |                  |                  |                  |                  |                  |
| 6.               | Can't Take My Eyes Off You                           | Frankie Valli           | 3:22             |                  |                  |                  |                  |                  |                  |
| 7.               | Bernadette                                           | The Four Tops           | 3:03             |                  |                  |                  |                  |                  |                  |
| 8.               | He's Sure The Boy I Love                             | The Crystals            | 2:45             |                  |                  |                  |                  |                  |                  |
| 9.               | The Letter                                           | The Box Tops            | 1:54             |                  |                  |                  |                  |                  |                  |
| 10.              | Twelve Thirty (Young Girls Are Coming To The Canyon) | The Mamas and the Papas | 3:26             |                  |                  |                  |                  |                  |                  |
| 11.              | Baby, I Love You                                     | Tommy Roe               | 2:38             |                  |                  |                  |                  |                  |                  |
| 31:07            |                                                      |                         |                  |                  |                  |                  |                  |                  |                  |

## Accueil

### Critiques
L'accueil du film de la part de la critique est assez positif. Il reçoit une note de 74 % sur le site agrégateur Rotten Tomatoes et de 60/100 sur Metacritic. En France, il affiche une note de 3/5 sur Allociné pour la presse et 3,6/5 côté spectateurs.
Le Parisien écrit : « Des idées insolites [...], cet ovni cinématographique en regorge de la première à la dernière image, au rythme d’une bande-son millésimée qui rend hommage à la musique soul des années 1960 et 1970. »
Pour Télérama : « [...] Drew Goddard mène la partie avec un talent un peu ostentatoire. Il donne parfois l’impression de s’appliquer, avec une patience un peu complaisante. Mais la durée excessive de ce petit polar lui permet aussi d’y caser de vrais plaisirs de cinéma. »

### Box-office
| Pays ou région    | Box-office      | Date d'arrêt du box-office | Nombre de semaines |
| ----------------- | --------------- | -------------------------- | ------------------ |
| États-Unis Canada | 17 839 115 $    | 6 décembre 2018            | 8                  |
| France            | 135 286 entrées | 27 novembre 2018           | 3                  |
| Total mondial     | 31 882 724 $    | -                          | -                  |